# Colfax (Califòrnia)
Colfax és una població dels Estats Units a l'estat de Califòrnia. Segons el cens del 2000 tenia 1.496 habitants.

## Demografia
Segons el cens del 2000, Colfax tenia 1.496 habitants, 614 habitatges, i 394 famílies. La densitat de població era de 440,9 habitants/km².
Dels 614 habitatges en un 35,7% hi vivien nens de menys de 18 anys, en un 42% hi vivien parelles casades, en un 15,1% dones solteres, i en un 35,7% no eren unitats familiars. En el 28,5% dels habitatges hi vivien persones soles el 13,5% de les quals corresponia a persones de 65 anys o més que vivien soles. El nombre mitjà de persones vivint en cada habitatge era de 2,43 i el nombre mitjà de persones que vivien en cada família era de 2,97.
Per edats la població es repartia de la següent manera: un 28,5% tenia menys de 18 anys, un 8,2% entre 18 i 24, un 28,4% entre 25 i 44, un 21% de 45 a 60 i un 13,9% 65 anys o més.
L'edat mediana era de 36 anys. Per cada 100 dones de 18 o més anys hi havia 91,2 homes.
La renda mediana per habitatge era de 37.391 $ i la renda mediana per família de 43.125 $. Els homes tenien una renda mediana de 37.500 $ mentre que les dones 27.708 $. La renda per capita de la població era de 16.440 $. Entorn del 8,5% de les famílies i el 12% de la població estaven per davall del llindar de pobresa.

## Poblacions més properes
El següent diagrama mostra les poblacions més properes.